# Madagaskar i olympiska sommarspelen 1968
Madagaskar deltog med 4 deltagare vid de olympiska sommarspelen 1968 i Mexico City. Ingen av landets deltagare erövrade någon medalj.